# Eleccions al Parlament de Galícia de 1989
Les Eleccions al Parlament de Galícia de 1989 se celebraren el 17 de desembre. Amb un cens de 2.246.455 electors, els votants foren 1.336.578 (59,5%) i 909.877 les abstencions (40,5%). El Partit Popular guanyà per majoria absoluta, i aconseguí el nomenament del seu candidat, Manuel Fraga Iribarne, com a president de la Xunta. Coalició Gallega perd bona part del seu suport electoral i resta com una força residual. Alhora, el Bloc Nacionalista Gallec inicia una corba ascendent en consolidar-se el seu cap, Xosé Manuel Beiras, com a alternativa galleguista veritable.
- Els resultats foren:

| ← Eleccions al Parlament de Galícia, 1989 → |         |       |        |
| Partit                                      | Vots    | %     | Escons |
| Partit Popular                              | 583.539 | 44,20 | 38     |
| PSdeG                                       | 433.256 | 32,81 | 28     |
| BNG                                         | 105.703 | 8,01  | 5      |
| PSG - Esquerda Galega                       | 50.047  | 3,79  | 2      |
| Coalició Gallega                            | 48.208  | 3,65  | 2      |
| CDS                                         | 38.214  | 2,89  |        |
| Esquerda Unida                              | 19.774  | 1,50  |        |
| PNG-PG                                      | 18.036  | 1,37  |        |
| Agrupació Electoral José María Ruiz Mateos  | 7.058   | 0,53  |        |
| PST                                         | 3.724   | 0,28  |        |
| Os Verdes de Galicia                        | 3.214   | 0,24  |        |
| Os Verdes Ecoloxistas                       | 2.789   | 0,21  |        |
| Frente Popular Galega                       | 2.629   | 0,20  |        |
| PCPG                                        | 989     | 0,07  |        |
| Partit Humanista                            | 748     | 0,06  |        |
| Partido Galicia Unida                       | 746     | 0,06  |        |
| Falange Española de las JONS                | 691     | 0,05  |        |
| PCE (ml)                                    | 530     | 0,04  |        |
| Aliança per la República                    | 437     | 0,03  |        |

A part, es comptabilitzaren 5,285 (0,4%) vots en blanc.

## Diputats electes
- Manuel Fraga (Partit Popular (PP))
- Victorino Núñez (PP)
- José Luis Alonso Riego (PP)
- Daniel Barata Quintas (PP)
- Roberto Castro García (PP)
- Gerardo Jesús Conde Roa (PP)
- José Cuíña Crespo (PP)
- José Manuel Chapela Seijo (PP)
- Juan Miguel Diz Guedes (PP)
- Segundo Manuel Durán Casais (PP)
- Pablo Egerique Martínez (PP)
- Juan José Fernández García (PP)
- José Antonio Cesáreo Franco Cerdeira (PP)
- José María García Leira (PP)
- José García Pardo (PP)
- Juan Antonio García Torrado (PP)
- Fernando González Suárez (PP)
- José María Hernández Cochón (PP)
- Tomás Jesús Iribarren Fernández Rogina (PP)
- José Lage Lage (PP)
- Manuela López Besteiro (PP)
- José María López Noceda (PP)
- Mª Elisa Madarro González (PP)
- Manuel Martínez Garrido (PP)
- Aurelio Domingo Miras Portugal (PP)
- Jesús Carlos Palmou Lorenzo (PP)
- Pilar Pedrosa González de Castejón (PP)
- José Serafín Pena Souto (PP)
- Fernando Alfredo Pensado Barreira (PP)
- Manuel Pérez Álvarez (PP)
- Tomás Pérez Vidal (PP)
- Nazario Pin Fernández (PP)
- Fernando Carlos Rodríguez Pérez (PP)
- José Luis Ramón Torres Colomer (PP)
- Guadalupe Varela Coello (PP)
- Manuel Varela Rey (PP)
- Víctor Manuel Vázquez Portomeñe (PP)
- José Manuel Vila Pérez (PP)
- Fernando Ignacio González Laxe (PSdeG)
- María Antonia Álvarez Yáñez (PSdeG)
- José Carlos Baños Márquez (PSdeG)
- Miguel Barros Puente (PSdeG)
- Ramón Félix Blanco Gómez (PSdeG)
- Bonifacio Borreiros Fernández (PSdeG)
- Antonio Carro Fernández-Valmayor (PSdeG)
- Alfredo Conde Cid (PSdeG)
- Miguel Ángel Cortizo Nieto (PSdeG)
- Manuel Ceferino Díaz Díaz (PSdeG)
- Miguel Fidalgo Areda (PSdeG)
- Antonio Edelmiro Gato Soengas (PSdeG)
- José Giráldez Maneiro (PSdeG)
- Carlos Alberto González Príncipe (PSdeG)
- Pedro Manuel Mariño Campos (PSdeG)
- Miguel José Martínez Losada (PSdeG)
- Rosa María Miguelez Ramos (PSdeG)
- José Federico Nogueira Fernández (PSdeG)
- María José Porteiro García (PSdeG)
- Ismael Rego González (PSdeG)
- Francisco Rodríguez Fernández (PSdeG)
- María Margarita Rodríguez Otero (PSdeG)
- José Luis Rodríguez Pardo (PSdeG)
- Juan Fernando Salgado García (PSdeG)
- Antolín Sánchez Presedo (PSdeG)
- Francisco Sineiro García (PSdeG)
- Roberto Jesús Taboada Rivadulla (PSdeG)
- José Antonio Ventoso Mariño (PSdeG)
- Xosé Manuel Beiras (BNG)
- Bautista Álvarez Domínguez (BNG)
- María Pilar García Negro (BNG)
- Alberte Xulio Rodríguez Feijoo (BNG)
- Francisco Trigo Durán (BNG)
- Camilo Nogueira (PSG)-(Esquerda Galega)
- Xan López Facal (PSG)-(Esquerda Galega)
- Santos Oujo Bello (Coalició Gallega)
- Cándido Sánchez Castiñeiras (Coalició Gallega)